# Batalla de Sempach
La batalla de Sempach se libró el 9 de julio de 1386 entre el Duque Leopoldo III de Habsburgo y la Antigua Confederación Suiza.
El duque Leopoldo III, tras intentar sin éxito establecer una paz asequible, decidió armar sus ejércitos para salvar las posesiones y el honor de su dinastía. Con la ayuda del Tirol e Italia, su ejército era considerablemente más fuerte que el de su tío Leopoldo I de Austria en la batalla de Morgarten. Sus fuerzas rondaban los 3.000 a 4.000 hombres.
Pero el ejército de la Confederación era probablemente dos veces más fuerte que el que participó en la batalla de Morgarten, con 6.000 a 8.000 hombres, dado que no sólo estaba constituido por hombres de los cuatro cantones centrales, sino también de Lucerna y Zúrich).
Leopoldo, sabiamente, decidió no atacar plazas importantes y se encaminó al pequeño pueblo de Sempach, a unos 15 km al norte de Lucerna. Reunió a su ejército en Sursee, unos 8 km al noroeste de Sempach, bordearon el lago de Sempach y entonces rodeó la villa en la tarde del 8 de julio. Sus hombres se burlaron de los que guardaban las murallas, y un caballero se quitó un lazo y les prometió que lo usaría con sus líderes. Otro combatiente se mofó prendiendo fuego a los campos de grano, a punto para la cosecha, y pidiendo a los soldados de la muralla que diesen de desayunar a los cosechadores. Desde detrás de los muros alguien replicó: "Lucerna y los aliados les darán de desayunar." Leopoldo no tomó la ruta directa a Lucerna, sino que giró hacia el este.
Los confederados habían montado un puente sobre el río Reuss en Gislikon. Marcharon desde allí, esperando alcanzar a Leopoldo aún en Sempach, donde podían empujarlo hacia el lago. Hacia el crepúsculo se encontraron los dos ejércitos cerca de Sempach, en las inmediaciones del poblado de Hildisrieden.
Cuando los caballeros del ejército de Leopoldo se aproximaban, se apearon de sus monturas. Los arqueros dispararon una densa nube de flechas sobre los confederados. Leopoldo creía que el ejército suizo estaba ante él y se lanzó al combate antes de que su retaguardia llegase, pero descubrió que sólo estaba luchando con una avanzadilla de los confederados.
Cuando el grueso del ejército confederado hubo completado su formación, atacó agresivamente a los caballeros por el flanco. El ataque fue tan intenso que los caballeros a pie fueron superados inmediatamente. Cuando huyeron los soldados que estaban sujetando a los caballos de los caballeros, los caballeros montados fueron abandonados a su suerte.
El duque Leopoldo, así como muchos nobles, cayeron en combate.
La batalla de Sempach ha estado envuelta en el misterio hasta el día de hoy. Se dice que uno de los caballeros legendarios de la Antigua Confederación Suiza, Arnold von Winkelried, fue la clave de la victoria confederada. Según la tradición, Winkelried dijo: «Abriré un paso por sus líneas; proteged, queridos paisanos y confederados, a mi mujer e hijos». Entonces se dice que abrió una brecha en las líneas enemigas abalanzándose contra sus lanzas y logrando un hueco por el que penetraron los confederados.
La Crónica de Lucerna muestra una colina sembrada con los calzados puntiagudos de los caballeros austríacos, que se quitaban al desmontar, y que los confederados encontraron tras la derrota austríaca.